# 호리 요시토모
호리 요시토모(일본어: 堀 慶末, 1975년 4월 29일~)는 1998년부터 2007년까지 활동한 일본의 연쇄살인범이다. 그는 2012년에 또 다른 살인 미수에 연루되어 사형을 선고받았으며 현재 사형 집행을 기다리고 있다.

## 같이 보기
- 일본의 사형제